# أناتول بايلي
أناتول بايلي (بالفرنسية: Anatole Bailly) هو معجمي فرنسي، ولد في 16 ديسمبر 1833 في أورليان في فرنسا، وتوفي بنفس المكان في 12 ديسمبر 1911.